# Inkster (Michigan)
Inkster é uma cidade localizada no estado americano do Michigan, no Condado de Wayne.

## Demografia
Segundo o censo americano de 2000, a sua população era de 30.115 habitantes.
Em 2006, foi estimada uma população de 28.443, um decréscimo de 1672 (-5.6%).

## Geografia
De acordo com o United States Census Bureau tem uma área de 16,2 km², dos quais 16,2 km² cobertos por terra e 0,0 km² cobertos por água. Inkster localiza-se a aproximadamente 195 m acima do nível do mar.

## Localidades na vizinhança
O diagrama seguinte representa as localidades num raio de 8 km ao redor de Inkster.